# Megascops marshalli
Megascops marshalli е вид птица от семейство Совови (Strigidae). Видът е почти застрашен от изчезване.

## Разпространение
Видът е разпространен в Боливия и Перу.